# MSCI
MSCI Inc. 또는 MSCI Barra(MSCI 바라)는 주식, 채권, 헤지펀드 관련 지수들과, 주식 포트폴리오 분석 도구를 제공하는 미국의 기업이다. 2004년에 모건스탠리캐피탈인터내셔널(Morgan Stanley Capital International, MSCI)이 바라(Barra Inc.)를 인수했다. 뉴욕에 본사를 두고 있으며, 벨기에 제네바, 영국 런던, 인도 뭄바이, 홍콩, 프랑스 파리, 일본 도쿄, 브라질 상파울루, 아랍에미리트 두바이, 호주 시드니, 독일 프랑크푸르트, 이탈리아 밀라노, 미국의 버클리와 샌프란시스코에 지사를 두고 있다.
모건스탠리(Morgan Stanley)는 MSCI Barra의 최대주주이며, 캐피탈그룹컴퍼니(The Capital Group Companies)가 소액주주로 참여하고 있다. MSCI의 자회사로 ISS Corporate Services(ICS)가 있다.
MSCI 국제 및 세계 자본 지수들은 1970년 이래로 산출되어 왔으며, 대표 지수들로는 MSCI 월드와 MSCI EAFE가 있다. MSCI 지수들은 국제적인 자기자본 포트폴리오들의 성과를 측정하는 벤치마크 지수로써 널리 활용되고 있으며, 인덱스 펀드나 상장지수 펀드(ETF)와 같은 소극적 투자 상품의 근간이 되고 있다.

## MSCI 한국지수
정기 리뷰를 주기적으로 실시하여 지수의 리밸런싱 한다.